# Ascolepis elata
Ascolepis elata är en halvgräsart som beskrevs av Friedrich Welwitsch. Ascolepis elata ingår i släktet Ascolepis och familjen halvgräs. IUCN kategoriserar arten globalt som livskraftig. Inga underarter finns listade i Catalogue of Life.